# Soechoj Log
Soechoj Log (Russisch: Сухой Лог) is een Russische stad op de oostelijke hellingen van de Centrale Oeral aan de rivier Pysjma (stroomgebied van de Ob) op 114 kilometer ten oosten van Jekaterinenburg. De stad staat onder jurisdictie van de oblast. Op 9 kilometer ten oosten van Soechoj Log ligt het balneoklimatologisch kuuroord Koeri.

## Geschiedenis
De nederzetting Soechoj Log ontstond in het begin van de 18e eeuw. Soechoj betekent "droog" en Log zoiets als "ravijn, dal, begroeid ravijn". In 1847 werd er begonnen met de exploitatie van steenkoolertslagen, die in de periode na 1860 echter uitgeput raakten. In 1913 werd er een grote cementfabriek gebouwd. In 1943 kreeg Soechoj Log de status van stad.

## Economie
De stad heeft bedrijven voor de productie van cement- en asbest-cementproducten, brandwerende producten, non-ferrometalen en machines voor de bosbouw. Er bevindt zich verder een papiermolen en een bosbouwbedrijf.
De stad heeft een spoorwegstation aan een spoorlijn tussen Alapajevsk en Kamensk-Oeralski.

## Demografie
| Jaar      | 1959   | 1970   | 1979   | 1989   | 2002   |
| Bevolking | 23.700 | 27.300 | 31.900 | 36.600 | 36.400 |